# Onorato Bacchetti
Onorato Bacchetti (Pistoia, 22 febbraio 1817 – 1890) è stato un medico italiano.
(Minati)
Nel 1845 fu assistente alla cattedra di Stefano Stagi, che nel 1839 dall'insegnamento della botanica era passato a quello della materia medica nell'Università di Pisa.
Bacchetti fu un grande amico di Carlo Matteucci, a tal punto che lo volle con sé a Parigi ad assistere agli insegnamenti di Magendie e di Bernard.
Il Prof. Bacchetti si distinse nell'Ateneo Pisano per il fatto di aver insegnato la Medicina agli studenti greci e corsi, che in allora frequentavano in gran numero quella Università.
Il suo insegnamento ufficiale di materia medica a Pisa iniziò nel 1859, e rapidamente divenne professore ordinario, ricoprendo tale incarico fino al 1885.
La prima sede del museo di materia medica fu in un locale vicino al gabinetto di storia naturale: successivamente le sue lezioni si tennero presso due stanze nel Palazzo della Sapienza, quindi gli furono concesse delle aule nella scuola medico-chirurgica.
Il nome di Onorato Bacchetti figura tra i nomi degli studenti che hanno combattuto la Battaglia di Curtatone e Montanara contro gli Austriaci. A distanza di un mese dalla battaglia, con decreto del 23 giugno 1848 fu nominato tenente segretario del consiglio di disciplina del Battaglione universitario pisano.

## Pubblicazioni maggiori
- Discorso letto ad una Società di studenti di medicina nell'I. e R. Università di Pisa ponendo termine ai privati esercizi di patologia e di anatomia patologica nell'anno accademico 1841-42, Pisa, Tip. Pieraccini, 1842.
- Su di alcune particolarità relative alla medicina. Reminiscenze di un viaggio a Parigi traversando la Savoja e la Svizzera, in Miscellanee medico-chirurgiche-farmaceutiche raccolte in Pisa nel 1843, Tipografia Niccolò Capurro, anno I (1844),  pp. 263-7.
- Intorno ad alcuni nuovi medicamenti vegetabili dell'America meridionale. Lettera a Cosimo Ridolfi di Onorato Bacchetti, in Gazzetta Toscana delle scienze medico-fisiche, n. 18, Firenze, per i torchi della Società Tipografica sopra le logge del Grano, 1846.
- Sulla scorza di Malambo. Ricerche sperimentali fisiologiche e terapeutiche, Firenze, Tipografia di Mariano Cecchi, 1851.
- Nuova applicazione dell'ago elettro-puntura in un caso giudicato di gravidanza extra-uterina tubaria, in Gazzetta medica italiana federativa Toscana, anno V, serie II, 1853.
- Effetti di alcuni alcaloidi artificiali sull'organismo animale: del dottor O. Bacchetti, in Annali di chimica applicata alla medicina cioè alla farmacia, alla tossicologia, all'igiene, alla fisiologia, alla patologia e alla terapeutica, serie 3, volume 21, fascicolo 4, (ott. 1855).
- Effetti sull'essenza di Mirbane (nitro-benzina) e della benzina, in Il nuovo Cimento, 1856,  pp. 414-8.
- Sulla fava del Calabar, in collaborazione con C. Regnoli, Livorno, Successore di Eg. Vignozzi, 1864.
- In memoria di Giuseppe Orosi, Pisa, Tip. Nistri, 1876.
- Opuscoli di materia medica e di terapeutica, Pisa, Tipografia Mariotti, 1877. Sotto questo titolo sono raccolti alcuni articoli pubblicati nel Dizionario delle scienze mediche.
- Sommario dei medicamenti vegetali più in uso, Pisa, Tip. Valenti, 1882.

| Controllo di autorità | VIAF (EN) 90218988 · SBN IEIV056740 |